# Peter Baltes
Peter Baltes (Solingen, Njemačka, 4. travnja 1958.) njemački je heavy metal-basist. Najpoznatiji je kao bivši basist sastava Accept. Pridružio se sastavu 1976. kada ga je napustio Dieter Rubach. Osim što je svirao bas-gitaru također je pjevao na nekoliko albumima kao što su I'm a Rebel i Preadtor. U studenom 2018. Baltes je napustio sastav. Zamijenio ga je Martin Motnik iz sastava Ulija Jona Rotha. Godine 2023. Baltes pridružio se sastavu U.D.O. bivšog pjevača Udoa Dirkschneidera.

## Diskografija
Accept
- Accept (1979.)
- I'm a Rebel (1980.)
- Breaker (1981.)
- Restless and Wild (1982.)
- Balls to the Wall (1983.)
- Metal Heart (1985.)
- Russian Roulette (1986.)
- Eat the Heat (1989.)
- Objection Overruled (1993.)
- Death Row (1994.)
- Predator (1996.)
- Blood of the Nations (2010.)
- Stalingrad (2012.)
- Blind Rage (2014.)
- The Rise of Chaos (2017.)

U.D.O.
- Touchdown (2023.)